# Exogàmia
Exogàmia (del grec amb el significat matrimoni a fora), té dues definicions relacionades de tipus biològic i cultural.

## Exogàmia biològica
Es referix a l'aparellament entre individus que estan menys relacionats genèticament. Aquesta distància genètica acostuma a resultar favorable per a la descendència.

## Exogàmia en humans
S'afavoreix l'exogàmia pel fet que l'endogàmia fa més probable l'aparició de malalties genètiques. Aquests principis s'apliquen a totes les espècies, no només als humans.

## Exogàmia cultural
Exogamia en aquest cas és el costum de fer unions matrimonials fora del grup al qual pertanyen els contraents. Es pot donar el cas d'estar prohibit el matrimoni entre un grup tòtem o un clan o altres grups socials. El terme oposat a l'exogàmia és l'endogàmia.

## Teories explicatives de l'exogàmia
- Segons Edvard Westermarck s'explica per l'horror a l'incest
- Segons la genètica l'exogàmia s'explica per la constatació de l'aparició de les malalties genètiques.
- J.F. McLennan[3] manté que l'exogàmia inicialment era deguda a l'escassedat de dones que obligava els homes a buscar-les fora del seu grup fins i tot raptant-les i que l'exogàmia va esdevenir un costum.
- Émile Durkheim deriva l'exogàmia del totemisme fent-la derivar per un respecte per la sang d'un clan totèmic.
- Morgan[4] i Howitt mantenen que l'exogàmia va ser feta per prevenir matrimonis consanguinis especialment entre germans que haurien estat comuns en un estadi previ de promisqüïtat.
- Hill-Tout argumenta que les regles d'exogàmia apareixen per raons polítiques d'acords matrimonials entre grups.
- Claude Levi-Strauss introduí la Teoria de l'Aliança per explicar l'exogàmia, així petits grups queden forçats a un matrimoni exogàmic per forçar a construir aliances amb altres grups. Això ajudaria a prosperar els grups exogàmics i a fer desaparèixer els endogàmics. L'intercanvi de dones afavoriria la força d'unió entre grups.